# Macchina della verità

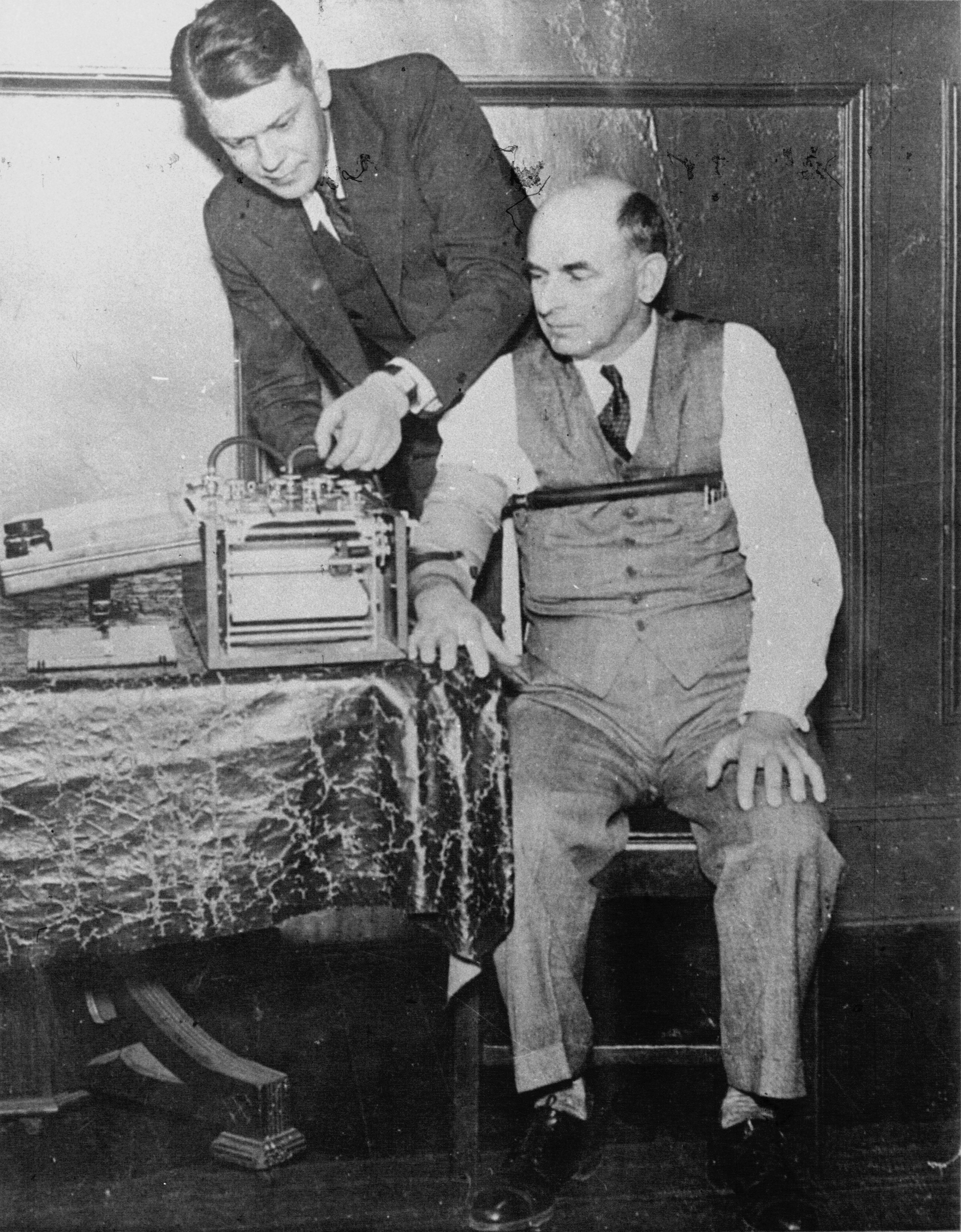
Il co-inventore Leonarde Keeler sottopone un uomo alla macchina della verità.

La macchina della verità, nota anche come poligrafo, è uno strumento che misura e registra diverse caratteristiche fisiologiche di un individuo (quali la pressione del sangue, il polso arterioso e la respirazione) mentre il soggetto è chiamato a rispondere a una serie di domande, misurandone i cambiamenti emotivi e psichici durante l'interrogatorio.

## Caratteristiche
Con la comparazione dei dati si cerca quindi di evidenziare le diverse reazioni durante le risposte e individuare, quindi, eventuali risposte false o veritiere. Non esistono prove scientifiche delle sue certe capacità di svolgere tali compiti, sia per la possibilità di alterare consapevolmente i risultati anche nelle versioni più moderne, sia perché il poligrafo analizza la reazione alle emozioni e cerca di creare una relazione (non provata) con la "verità", sia per l'impossibilità di definire in maniera univoca il concetto di verità, sia per i numerosi elementi che possono concorrere a falsare i risultati, tra i quali la consapevolezza o meno del soggetto di stare mentendo.
Per queste ragioni il test del poligrafo non è accettato come prova dagli ordinamenti giuridici moderni, sebbene in alcune giurisdizioni - in particolare statunitensi - sia ancora largamente accettato specie come elemento facoltativo rimesso alla valutazione della giuria su accordo tra le parti.

## Storia
L'idea che mentire provocasse effetti secondari fisiologici è stata a lungo frutto di suggestione e ricerca. I primi metodi erano basati su tradizioni popolari e altre forme di suggestioni. Alla fine dell'Ottocento Angelo Mosso inventa prima il pletismografo e poi l'idrosfigmometro che viene usato dal famoso criminologo Cesare Lombroso . Agli inizi del Novecento Vittorio Benussi applica il metodo dei "sintomi respiratori" alla psicologia della testimonianza e alla psicologia criminale, e per questa ragione molti lo considerano l'inventore del lie detector a Padova. Il poligrafo moderno ha origine nel 1913, quando William Moulton Marston, studente di psicologia dell'università di Harvard, utilizzò un test sulla pressione sanguigna per individuare la correttezza di una affermazione.
Marston, il primo a realizzare un poligrafo, difese lungamente la sua macchina e ne propose l'impiego nei tribunali. Nel 1938 pubblicò The Lie Detector Test, un libro in cui descriveva l'utilizzo del dispositivo e la sua spiegazione teorica.
Una macchina più complessa, che teneva conto di altri fattori, fu costruita da John A. Larson e dal suo assistente Leonarde Keeler, dell'università della California. Questa fu utilizzata principalmente dalle forze di polizia di Berkeley. 
Leonarde Keeler, assistente di John Larson all'università, perfezionò il poligrafo inventato da quest'ultimo. Con il suo Keeler Polygraph contribuì alla risoluzione di alcuni casi della polizia americana, a partire dal 1935. Il caso di un gangster di Chicago, condannato a morte nel 1937 dopo essere risultato colpevole al test del poligrafo, divenne famoso anche all'estero. La rivista italiana La Corte di Assise ne parlò ai suoi lettori, nel 1939.

## Funzionamento
Nei moderni poligrafi i parametri registrati dalla macchina sono:
- il ritmo cardiaco che aumenta quando si mente
- il ritmo respiratorio
- la conduttività elettrica della pelle che aumenta quando si mente poiché il corpo secerne sudore che riduce la resistenza elettrica della pelle
- la pressione sanguigna

Il dispositivo prevede inoltre il fatto che il soggetto sia consapevole di mentire, altrimenti un'affermazione, sebbene oggettivamente falsa, se ritenuta erroneamente vera dal soggetto non può dare origine a cambiamenti fisiologici.